# Dzwony rurowe

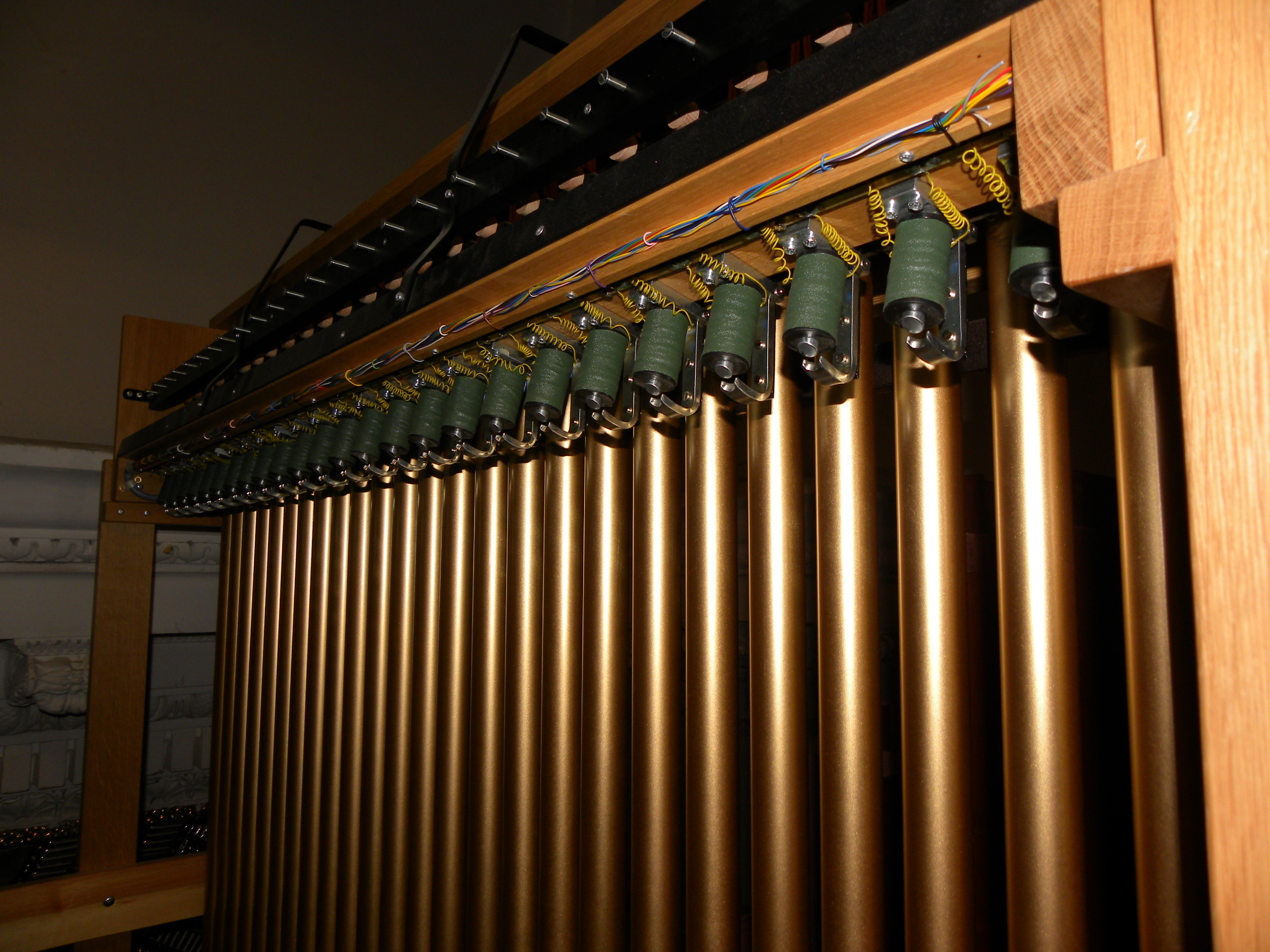

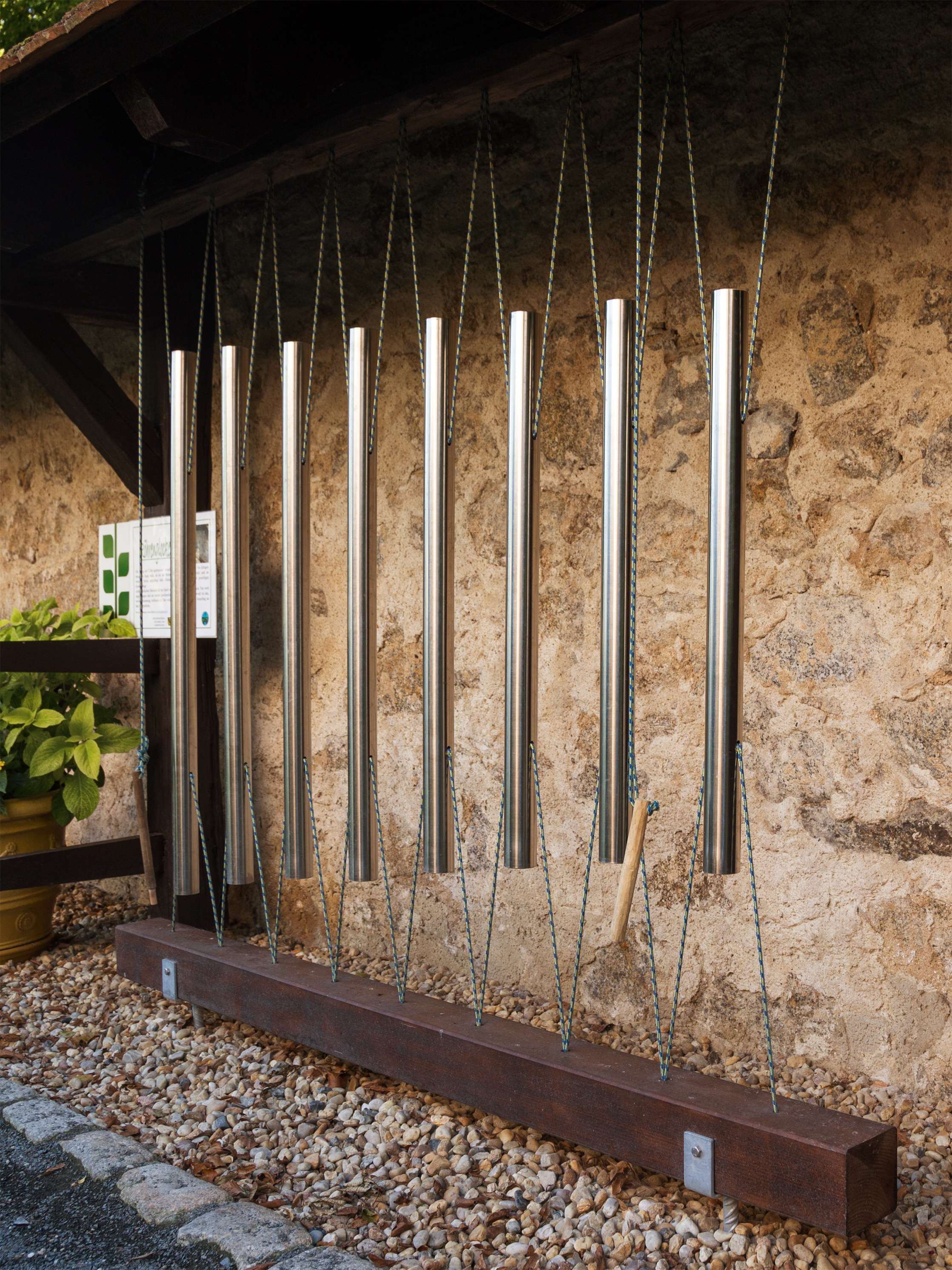

Dzwony rurowe (wł. campane tubolari) – instrument z grupy idiofonów, składający się z metalowych rur o średnicy około 3–4 cm, zamocowanych na wspólnej ramie. Do wydobywania dźwięku służy młotek z filcowym lub skórzanym obiciem, którym uderza się w wierzch poszczególnych rur. Dźwięk przypomina dzwony kościelne.
Rury stroi się w skali chromatycznej od c do f1 (w zapisie o oktawę wyżej: c1-f2 w kluczu wiolinowym) i mocuje w układzie przypominającym nieco klawiaturę fortepianu. Tłumienie dźwięku jest możliwe ręcznie lub za pomocą pedału.
Kompozytorzy symfoniczni interesują się dzwonami rurowymi od XIX wieku, a w muzyce rockowej spopularyzował je Mike Oldfield w swoim albumie Tubular Bells.
Instrument pochodzi z Azji. 